# Demand Progress
Demand Progress est une organisation américaine de type groupe 527, spécialisée dans des thèmes tels que la lutte contre la censure d'internet,,, et tentant de faire pression sur le monde politique notamment au moyen de pétitions. Cette organisation est considérée comme ayant joué une part importante dans la défaite du Stop Online Piracy Act (SOPA) et du PROTECT IP Act aux États-Unis,,,. L'organisation continue sa lutte et compte plus d'un million de membres, d'après une estimation datant de début 2013.

## Historique
L'organisation fut fondée par le cybermilitant Aaron Swartz en 2010. 

## Direction
Le directeur exécutif de Demand Progress est David Segal, ancien parlementaire démocrate pour Rhode Island, ayant également fait partie du Parti Vert. 

## Impact
- La MPAA et la Chambre de commerce des États-Unis ont exprimé à maintes reprises leur opposition à Demand Progress, essentiellement au regard de leur position sur la censure d'Internet[9],[10]. David Moon, directeur des actions de l'organisation, y répondit en faisant remarquer que ces critiques démontraient la panique de leurs adversaires.
- Demand Progress a, sur de nombreux projets, travaillé main dans la main avec des organisations similaires, telles que Electronic Frontier Foundation, Center for Democracy and Technology, Union américaine pour les libertés civiles et Fight for the Future[11],[12]…